# 张琨明
张琨明（1975年3月—），青海乐都人，原青海省委宣传部副部长，青海省政府新闻办公室主任。

## 生平
1975年3月，张琨明出生在青海省乐都县（今海东市乐都区）。
1994年5月，张琨明出任玉树藏族自治州治多县索加乡党委秘书，1998年11月转任治多县人民政府办公室秘书，2001年12月转任中共治多县委办副主任，2003年5月升任主任。2006年12月，张琨明出任玉树藏族自治州卫生局副局长。2011年12月起，张琨明先后出任玉树藏族自治州政府副秘书长、办公室主任，玉树藏族自治州玉树市委副书记（正县级）、玉树市委教育工委书记。2015年12月，张琨明出任中共囊谦县委书记。2021年4月升任中共玉树藏族自治州委常委、中共玉树市委书记。2023年7月出任中共玉树藏族自治州委副书记、中共玉树市委书记。
2024年7月，张琨明出任中共青海省委宣传部副部长、青海省人民政府新闻办主任。

### 落马
2024年12月25日，张琨明涉嫌严重违纪违法，主动投案，接受青海省纪委监委纪律审查和监察调查。
2025年6月11日，涉嫌受贿罪被开除党籍及公职。